# Arbígano
Arbígano (Arbigano en euskera y oficialmente)  es una localidad del municipio de Ribera Alta, en la provincia de Álava, País Vasco (España).

## Historia
A comienzos del siglo XX, el lugar, que ya por entonces formaba parte del ayuntamiento de Ribera Alta, contaba con una población de 41 habitantes. Aparece descrito de la siguiente manera en el tomo de la Geografía general del País Vasco-Navarro dedicado a Álava y escrito por Vicente Vera y López:

Arbígano.—Lugar distante de Pobes 2,600 metros. Limita, al N., con Basquiñuelas; al S. y al E., con Pobes, y al O., con Paul. Tiene 10 casas. La población es de 37 personas de hecho y 41 de derecho. Su iglesia, dedicada á Nuestra Señora, depende de la parroquial de Basquinuelas. Tiene una escuela pública incompleta, á la que acuden los niños de Pobes y Basquiñuelas, distando ambos 1,500 metros. Le corresponde el aprovechamiento de los montes comunales Las Llanas, de 100 hectáreas, plantados de pino albar, y La Atalaya, de 110, y la misma clase de arbolado.
(Vera y López, 1915-1921, p. 482)

## Demografía
| Gráfica de evolución demográfica de Arbígano entre 2000 y 2017 |
|                                                                |
| Población de derecho según los censos de población del INE.    |